# 空き教室
空き教室（あききょうしつ）とは、1991年（平成3年）の旧文部省の定義によれば、恒久的に使われない「余裕教室」のことを指すとあり、本来は「余裕教室」のことを指す。一時的に使われなくなった教室も俗にいう空き教室であるが、教育委員会ではこの定義に当てはまらない。余裕教室の増加は教職員負担、設備負担が過重になりやがて廃校してしまうことが多い。

## 余裕教室の活用例
- 多目的教室

複数の学級の児童または生徒を対象とする授業その他多様な指導方法による授業または課外指導で普通教室または特別教室において行うことが困難と認められるものの用に供するものとして設けられる教室で、併せて児童または生徒の学校生活の用に供することができる教室。 2つ以上の余裕教室の壁を取り払い、広いスペースにしている学校もある。多目的プレイルームも小学校に存在する。
- 少人数教室

もっぱら少数の児童または生徒により構成される集団を単位として行う授業の用に供するものとして設けられる教室（義務教育諸学校施設費国庫負担法施行令第2条第1項）。コース別授業（興味別授業・習熟度別授業）の際に普通教室を使用する教科の学級を分割するため、そのために使用される。少子化による空き教室を利用している場合が多い。小学校などでは特に一部で実験的に進められている。 例をあげると「国語科室」「社会科室」といったものである。
- 学校博物館

既存の博物館のサテライトとして運用した、「サテライト型博物館」などがある。この博物館も学校の空き教室を活用している例がある。サテライト型博物館は、茨城県自然博物館スクールミュージアムなどの例がある。茨城県の取り組みの場合はインターネットやテレビ電話などを活用して相互交流できる学校博物館である。学社連携事業の1つである。
- 放課後児童クラブ

空き教室を放課後児童クラブ（いわゆる学童保育）に転用する例が多い。
- 教材室

授業内で使われる教師用などの教材が保管されている。
- ランチルーム

2つ以上の余裕教室の壁を取り払い、複数の学級の児童が給食などを食べることのできる施設。
- 保育所

学内に保育所を設置するケースが最近増えている（詳細は外部リンク参照）
- 茶室、書道室

書道室は少人数教室の形態の1つであるが社会教育にも利用する。社会教育法44条の規定を有効活用し、学社連携事業として地域開放する。茶室も同様である。
- 進路指導室（小学校のみ）

中学校、高等学校では普通に存在する進路指導室を小学校にも設ける場合である。
- 老人福祉施設

安全性に問題があるかもしれないが、学校内にデイケアセンターなどの老人福祉施設を併設する場合がある。
- 備蓄倉庫

災害用のために食料等を備蓄する倉庫として活用する。